# Circonscription de Péronne (IIIe République)
La circonscription de Péronne était, sous la Troisième République, une circonscription législative française de la Somme.

## Description géographique et démographique

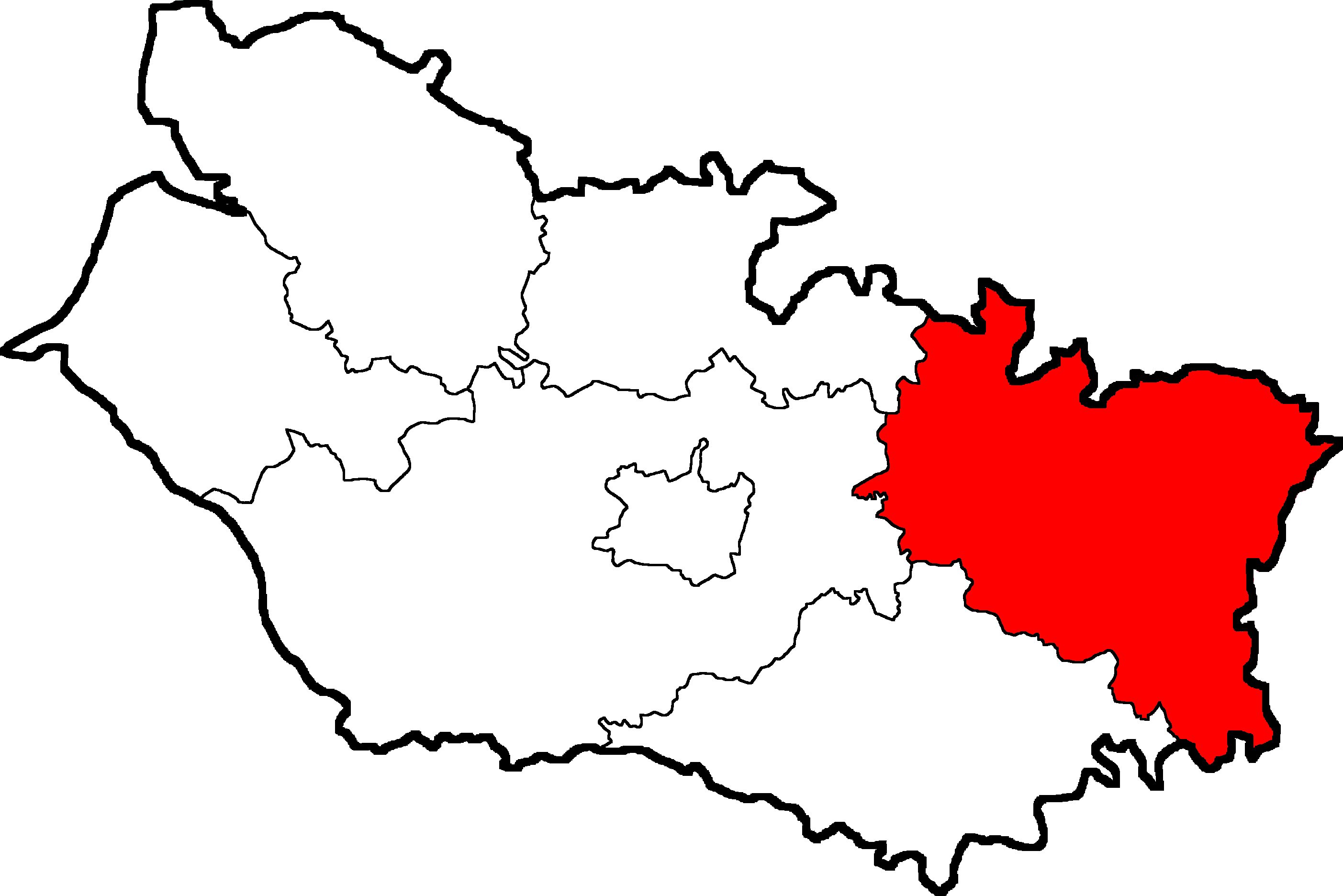
Circonscription en 1902.

Cette circonscription est issue de la fusion de la Première et de la Deuxième circonscription de Péronne pour l'élection législative de 1902. Elle sera active de 1902 à 1919 puis de 1928 à 1940.
Elle est délimitée par les cantons de l'arrondissement de Péronne :
- Canton d'Albert
- Canton de Bray-sur-Somme
- Canton de Chaulnes
- Canton de Combles
- Canton de Ham
- Canton de Nesle
- Canton de Péronne
- Canton de Roisel

Avec la fin de la Troisième République et les pleins pouvoirs confiés au maréchal Philippe Pétain, les circonscriptions législatives sont supprimées, le 10 juillet 1940.

## Historique des députations

### 1902 - 1919
| Législature       | Début         | Fin             | Député          | Parti / Idéologie | Parti / Idéologie       | Observation                                      |
| ----------------- | ------------- | --------------- | --------------- | ----------------- | ----------------------- | ------------------------------------------------ |
| VIIIe législature | 1er juin 1902 | 4 mars 1905     | Gustave Trannoy |                   | Modérés puis FR         | Élu sénateur lors des élections du 4 mars 1905   |
| VIIIe législature | 21 mai 1905   | 31 mai 1906     | Henri Vion      |                   | Fédération républicaine | Élu lors d'une élection partielle le 21 mai 1905 |
| IXe législature   | 1er juin 1906 | 31 mai 1910     | Henri Vion      |                   | Fédération républicaine |                                                  |
| Xe législature    | 1er juin 1910 | 31 mai 1914     | Émile Magniez   |                   | Parti radical           |                                                  |
| XIe législature   | 1er juin 1914 | 7 décembre 1919 | Émile Magniez   |                   | Parti radical           |                                                  |

Les députés des XIIe (1919-1924) et XIIIe législature (1924-1928) ont été élus au scrutin à système mixte majoritaire-proportionnel dans le cadre du département, adopté par la loi du 12 juillet 1919.

### 1928 - 1940
| Législature      | Début         | Fin            | Député          | Parti | Parti                 | Observation |
| ---------------- | ------------- | -------------- | --------------- | ----- | --------------------- | ----------- |
| XIVe législature | 1er juin 1928 | 31 mai 1932    | Gontrand Gonnet |       | Radicaux indépendants |             |
| XVe législature  | 1er juin 1932 | 31 mai 1936    | Alfred Basquin  |       | SFIO                  |             |
| XVIe législature | 1er juin 1936 | 9 juillet 1940 | Alfred Basquin  |       | SFIO                  |             |

## Historique des élections
Voici la liste des résultats des élections législatives dans la circonscription de 1902 à 1936 : 